# Metaswitzerita
La metaswitzerita és un mineral de la classe dels fosfats que pertany al grup de la ludlamita. El material descrit originalment com a switzerita per John S. White i Peter B. Leavens el 1967 va ser definit com a metaswitzerita l'any 1986.

## Característiques
La metaswitzerita és un fosfat de fórmula química Mn2+₃(PO₄)₂·4H₂O. Es tracta d'una espècie aprovada per l'Associació Mineralògica Internacional, i publicada per primera vegada el 1967. Cristal·litza en el sistema monoclínic. La seva duresa a l'escala de Mohs és 2,5. És una espècie relacionada estructuralment amb la castellaroïta.
Segons la classificació de Nickel-Strunz, la metaswitzerita pertany a «08.CE: Fosfats sense anions addicionals, amb H₂O, només amb cations de mida mitjana, RO₄:H₂O sobre 1:2,5» juntament amb els següents minerals: chudobaïta, geigerita, newberyita, brassita, fosforrösslerita, rösslerita, switzerita, lindackerita, ondrušita, veselovskýita, pradetita, klajita, bobierrita, annabergita, arupita, barićita, eritrita, ferrisimplesita, hörnesita, köttigita, manganohörnesita, parasimplesita, vivianita, pakhomovskyita, simplesita, cattiïta, koninckita, kaňkita, steigerita, metaschoderita, schoderita, malhmoodita, zigrasita, santabarbaraïta i metaköttigita.
L'exemplar que va servir per a determinar l'espècie, el que es coneix com a material tipus, es troba conservat a l'Smithsonian, situat a Washington DC (Estats Units).

## Formació i jaciments
Va ser descoberta a la mina Foote Lithium, situada al districte miner de Kings Mountain, dins el comtat de Cleveland (Carolina del Nord, Estats Units). També ha estat descrita en altres indrets dels Estats Units, així com al Canadà, el Brasil, l'Argentina, Portugal, Itàlia, Alemanya, Finlàndia, el Japó i Austràlia.